# Varanodon agilis
Il varanodonte (Varanodon agilis) è un tetrapode estinto appartenente ai pelicosauri. Visse nel Permiano inferiore - medio (circa 275 - 270 milioni di anni fa) e i suoi resti fossili sono stati ritrovati in Nordamerica.

## Descrizione
Questo animale, lungo circa 1,2 - 1,4 metri, possedeva zampe lunghe e snelle. I fossili mostrano che il cranio potrebbe aver avuto una sorta di finestra anteorbitale, una caratteristica di cui altri animali simili erano sprovvisti. È possibile, quindi, che questa finestra fosse dovuta alla cattiva conservazione dell'esemplare. Il cranio era lungo circa 17 centimetri, con una parte posteriore che si estendeva all'indietro, oltre la linea della mascella. La mandibola era più lunga del cranio, ed era presente una grande finestra temporale. Le vertebre cervicali erano piuttosto corte ma alte, a suggerire una forte muscolatura del collo. Le ossa delle zampe erano generalmente robuste: ulna e radio erano fortemente rigonfi, il carpo ben ossificato, il femore a forma di clessidra, tibia e fibula piuttosto robuste.  

## Classificazione
Descritto per la prima volta nel 1965, Varanodon agilis è noto grazie a un fossile quasi completo rinvenuto nella formazione Chickasha dell'Oklahoma. Inizialmente l'età della formazione venne attribuita all'inizio del Permiano superiore, ma ricerche più recenti ne determinerebbero l'attribuzione al Permiano inferiore (Kunguriano) o medio (Roadiano).

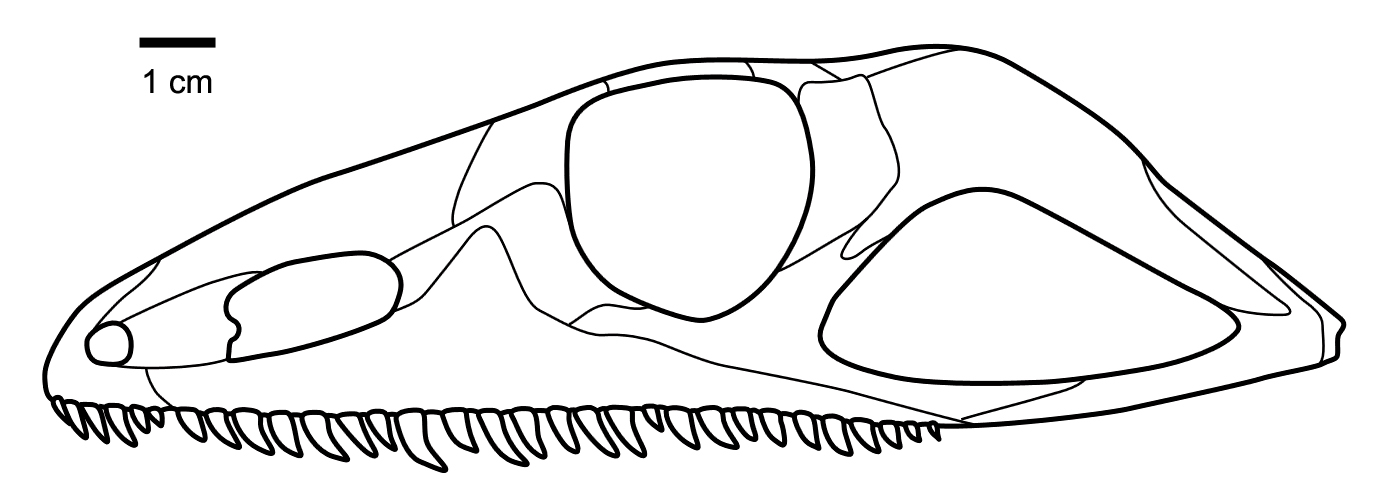
Cranio di Varanodon agilis

Varanodon è considerato un rappresentante derivato dei varanopseidi, un gruppo di pelicosauri di dimensioni medio - piccole, probabilmente posti vicino alla linea evolutiva che condusse ai mammiferi. Analisi filogenetiche lo indicano come una forma derivata, posta nella sottofamiglia Varanodontinae, di cui fanno parte anche Varanops, Tambacarnifex e Aerosaurus. La forma più affine a Varanodon sembrerebbe essere stata il grande Watongia (Berman et al., 2013).